# Blu Basket 1971
La Blu Basket 1971 è una società di pallacanestro maschile di Bergamo.

## Storia

### Le origini
La nascita della squadra cestistica di Treviglio va fatta risalire al 1971, anno in cui viene creata la P.G.S. Or.Sa. Treviglio. L'acronimo Or.Sa. fa riferimento all'Oratorio Salesiano di Treviglio, al cui interno venne costituita la squadra e dove la stessa giocherà, al Palazzetto Zanovello, per diverse stagioni. La richiesta di affiliazione alla FIP avvenne ufficialmente il 6 settembre 1971. Allenatore era Gianfranco Rubini, Antonio Carminati il presidente. L'Or.Sa. si iscrisse al campionato Juniores.
Il 15 novembre 1975 è la data della prima partita casalinga ufficiale disputata al Palazzetto Zanovello, nel campionato di Promozione, all'epoca settimo livello. Sponsor di allora era Cremascoli. Pietro Colombo era l'allenatore, don Francesco Viganò il presidente. 
La prima promozione è datata aprile 1980: l'Or.Sa. conquista la Serie C2. Nella stagione 1980-81 viene ingaggiato lo statunitense Bob Lienhard, in passato per otto stagioni alla Pallacanestro Cantù. Al termine dell'annata seguente arriva la prima promozione in Serie B, la terza serie della pallacanestro nazionale. 
L'Or.Sa. rimane in questa categoria fino al 1985-86 quando, vista la riforma dei campionati, il 9º posto nel girone A non è sufficiente a qualificarsi per la Serie B a girone unico dell'anno successivo. Nell'estate 1986 si registra anche la fusione con la squadra di Osio Sotto e la nuova denominazione societaria Bergamasca Country Basket Treviglio.

### L'approdo in Serie B1
Dopo alcune stagioni in Serie B2, al termine della stagione 1993-94 la squadra centra la promozione in Serie B d'Eccellenza, terza serie nazionale, battendo i toscani del Campi Bisenzio sul parquet di Modena. Lo sponsor è Acqua di Gaverina, il coach è Silvio Devicenzi e il presidente Massimo Monzani.
Per disputare la Serie B1, a partire dalla stagione 1994-95 la squadra viene trasferita al palazzetto Sansona di Cassano d'Adda dove giocherà fino al 6 ottobre 1996, quando viene inaugurato il PalaTreviglio, in seguito rinominato PalaFacchetti. Nel frattempo, nell'estate 1995, il settore giovanile del club arriva fino alla finale nazionale nella categoria Allievi, persa 67-58 contro i pari età della Virtus Bologna.
Dopo alcuni piazzamenti a metà classifica, nel 1999 la società cambia ancora denominazione, assumendo quella di Treviglio Basket e rinnovando le proprie ambizioni. Nelle stagioni successive la Treviglio Basket ottiene sempre la qualificazione ai playoff, venendo eliminata nei quarti di finale (2001-2002, 2002-2003) oppure in semifinale (2000-01, 2003-04, 2004-05). Nel 2005-06 la squadra riesce, dopo le eliminazioni in semifinale nelle due precedenti stagioni, a raggiungere finalmente le finali. La promozione in Legadue tuttavia sfuma contro la Scavolini Spar Pesaro, corazzata che aveva raccolto l'eredità della vecchia società pesarese fallita e che schierava, tra gli altri, la stella Carlton Myers.

### L'era Blu Basket e la Serie A2
Nell'estate 2006 la Treviglio Basket diviene una Società Dilettantistica a Responsabilità Limitata, con la nuova denominazione Blu Basket 1971 e con la volontà di proseguire nel percorso di crescita nelle ambizioni e nei risultati. Negli anni a seguire continua a qualificarsi per i play-off, uscendo perlopiù ai quarti di finale o alle semifinali, ottenendo l'ammissione prima alla Serie A Dilettanti (2007-08) e poi alla Divisione Nazionale A (2010-11), nuove denominazioni del terzo livello nazionale.
Il salto di categoria nel secondo livello nazionale, a lungo inseguito, si concretizza nel 2014: con la prima parte della nuova riforma dei campionati e l'accorpamento di Divisione Nazionale A Gold e Divisione Nazionale A Silver, a partire dalla stagione 2014-15 la società trevigliese disputa la Serie A2. Grazie al 4º posto ottenuto nella stagione in Serie A2 Silver, la società di Via del Bosco si guadagna l'accesso alla Serie A2 unica 2015-16, nata dalla conclusione della riforma. 
Dopo una salvezza tranquilla ottenuta al primo anno, la crescita della Blu Basket è costante nelle stagioni successive. Sotto la guida di Adriano Vertemati, per nove anni alla guida della Blu Basket, la squadra raggiunge la qualificazione ai play-off per la Serie A nel 2016-17, 2017-18 e 2018-19, disputate con formazioni giovani e ambiziose. Sia nel 2017-18 che nel 2018-19 è Trieste ad eliminare Treviglio agli ottavi, mentre nel campionato 2018-19 arriva il massimo risultato ottenuto fino a quel momento dalla società che, dopo aver eliminato Roseto e Verona, raggiunge le semifinali play-off poi perse contro la corazzata Treviso. 
Gli anni '20 si aprono con un campionato (2019-20) condotto nelle prime posizioni ma interrotto per la pandemia di COVID-19 e con l'addio di Adriano Vertemati. Nel 2020-2021, sotto la guida di Devis Cagnardi e poi di Mauro Zambelli, la Blu Basket si qualifica al primo turno dei play-off ma viene eliminata da Ferrara.
Con la stagione 2021-2022 la Blu Basket si presenta al via con un nuovo ambizioso progetto: il nuovo sponsor Gruppo Mascio porta con sé un'organizzazione societaria che vede la progressiva uscita dai quadri degli storici consiglieri e l'affacciarsi di una nuova dirigenza guidata dal neo presidente Stefano Mascio. In panchina arriva Michele Carrea, in campo l'obiettivo ambizioso è quello della promozione in Serie A. Dopo alcuni anni in collaborazione con Blu Orobica Bergamo, nel 2022 arriva anche un nuovo corso per il settore giovanile: "Blu Basket Academy", un progetto di condivisione tra le realtà cestistiche giovanili del territorio, per formare prospetti da inserire nelle squadre partecipanti alle categorie Under-19, Under-17, Under-15 e Under-14 e per fornire nuovi giovani talenti alla prima squadra. A ciò si unisce anche l'ipotesi della costruzione in città di un nuovo palasport da 8mila posti, idoneo alla disputa della Serie A.
Il nuovo ciclo si apre con una stagione interlocutoria (2021-2022), in cui la squadra conclude il suo percorso al primo turno dei play-off sconfitta da Chiusi. Nel 2022-23 dopo quattro giornate Alessandro Finelli subentra in panchina a Michele Carrea, la squadra inizia i play-off da testa di serie in virtù del secondo posto nel proprio girone ma, dopo aver superato Rimini al primo turno, viene sconfitta in semifinale da Torino. Piuttosto interlocutoria è anche la stagione 2023-2024, che vede la squadra chiudere settima nel girone verde e uscire ai quarti di finale play-off per mano della Fortitudo Bologna con uno 0-3 nella serie.

### Il passaggio a Orzinuovi
Il 28 maggio 2024, attraverso un comunicato, il presidente della Blu Basket Stefano Mascio ha reso pubblico il progetto di trasferire la squadra da Treviglio (BG) a Orzinuovi (BS) a partire dall'imminente stagione 2024-2025. A nulla è valsa la protesta che il giorno seguente ha visto circa quattrocento trevigliesi manifestare al PalaFacchetti contro la decisione di Mascio. A raccogliere l'eredità della Blu Basket è stata una nuova società denominata Treviglio Brianza Basket, partecipante al campionato di Serie B Nazionale 2024-2025 grazie al rilevamento delle quote societarie del Brianza Casa Basket.

### Il trasferimento a Bergamo
Il 23 giugno 2025, dopo una sola stagione a Orzinuovi, il presidente Stefano Mascio comunica il trasferimento a Bergamo, giocando principalmente a Monza, ma con tre partite casalinghe alla ChorusLife Arena di Bergamo.